# Fabio Christen
Fabio Christen, né le 29 juin 2002 à Leuggern, est un coureur cycliste suisse, professionnel depuis 2021.

## Biographie
Fabio Christen naît le 29 juin 2002.
Son frère, Jan Christen est également cycliste professionnel.
Il signe son premier contrat professionnel en 2021 avec l’équipe Team NIPPO-Provence-PTS Conti, devenu EF Education-NIPPO Development Team en 2022. Il signe en 2023 un contrat chez la formation Q36.5.

## Palmarès sur route

### Par années
- 2019
  -  Champion de Suisse du contre-la-montre juniors
- 2020
  -  Champion de Suisse du contre-la-montre juniors
  - 2e du championnat de Suisse sur route juniors
  - 2e de Martigny-Mauvoisin juniors
- 2021
  - 2e du championnat de Suisse sur route espoirs
- 2022
  -  Médaillé d'argent du championnat d'Europe du contre-la-montre en relais espoirs
  - 3e du championnat de Suisse du contre-la-montre espoirs
- 2023
  - 4e étape du Tour de l'Avenir[3]
  - 2e du championnat de Suisse sur route espoirs
  - 8e du championnat d'Europe sur route espoirs
- 2024
  - 2e du championnat de Suisse du contre-la-montre espoirs
  - 3e du Muur Classic Geraardsbergen[3],[4]
- 2025
  - Tour de Murcie
  - 2e étape du Tour de Slovénie

### Classements mondiaux
| Année                                 | 2021  | 2022 | 2023 | 2024 |
| ------------------------------------- | ----- | ---- | ---- | ---- |
| Classement mondial                    | 1190e | 776e | 423e | 191e |
| UCI Europe Tour                       | 878e  | 586e | nc   | nc   |
|                                       |       |      |      |      |
| Légende : nc = non classéSource : UCI |       |      |      |      |

## Palmarès sur piste

### Championnats d'Europe
| Édition / Épreuve                 | Course aux points |
| Fiorenzuola d'Arda 2020 (juniors) | Argent            |

### Championnats de Suisse
- 2017
  - 3e de la vitesse par équipes